# Gnaphalium gnaphalioides
Gnaphalium gnaphalioides là một loài thực vật có hoa trong họ Cúc. Loài này được (Less.) mô tả khoa học đầu tiên năm 1909.